# 대한민국의 독자 핵무장론
대한민국의 독자 핵무장론은 대한민국도 조선민주주의인민공화국처럼 독자적인 핵무장을 해야만 한다는 주장이다. 찬반 양론이 대립되고 있다.

## 역사
1991년 소련이 해체되자마자, 동독이 붕괴되어 통일이 되었다. 이에 놀란 조선민주주의인민공화국은 핵무장을 적극적으로 추진했고, 1994년 서울 불바다 발언의 1차 북핵위기가 발생했다. 서울 불바다라는 것은 서울을 핵공격해 서울 시민 1천만명을 몰살하겠다는 뜻으로, 보통 1Mt 수소폭탄 한발이면 서울시 1천만명이 몰살된다고 알려져 있다. 이에 미국 클린턴 정부는 항공모함 3척을 동해에 파병해 북한을 공습하려고 했다.
2020년 6월 17일, 북한 관영 조선중앙통신은 '파렴치의 극치'라는 제목의 논평에서 "입 건사를 잘못하면 그에 상응하여 이제는 삭막하게 잊혀져가던 서울불바다설이 다시 떠오를수도 있고 그보다 더 끔찍한 위협이 가해질수도 있다"고 주장했다.

## 찬성론
조선민주주의인민공화국 1차 핵실험 직후인 2006년 10월 9일, 사회동향연구소는 여론조사기관 디오피니언에 의뢰, 성인 남녀 700명을 대상으로 전화 설문조사를 실시한 결과 67%가 "남한도 자체의 핵을 보유해야 한다."고 응답했다.
2006년 10월 19일, 민주당 김송자 의원이 여론조사 기관인 BNF 리서치에 의뢰해 제주도를 제외한 전국에서 6,396명(북핵 관련 3,270명, 남북경협 관련 3,126명)을 상대로 한 CTS 자동응답 여론조사에서, 북한의 핵실험으로 우리도 ▲핵무기 자체 개발(32.9%.1,077명) ▲미국의 전술핵 재배치(23.4%.765명) 등의 형태로 핵을 보유해야 한다는 의견이 응답자의 56.3%(1,842명)를 차지했다.
2011년 3월 23일 아산정책연구원이 발표한 정기 여론조사에서 68.6%가 한국이 핵무기를 개발하는 것에 찬성한다고 응답했다.
북한 3차 핵실험 직후인 2013년 2월 13일부터 15일까지 아산정책연구원(함재봉 원장, 정몽준 명예이사장)이 1000명을 대상으로 실시한 여론조사에선 응답자의 66.5%가 자체 핵무기 개발을 지지했고, 67%는 미군 전술핵의 한반도 재배치를 지지했다
2013년 2월 13일부터 15일까지 한국갤럽이 지난 전국 만19세 이상 성인 남녀 1,006명을 대상으로 실시한 여론조사에서는 64%가 독자 핵무기 보유에 찬성, 28%가 반대했다. 50대는 79%, 60대 이상은 78%, 새누리당 지지자는 74%가 찬성했다.
2020년 6월 17일, 북한이 1994년 1차 북핵위기의 서울불바다 협박을 16년 만에 다시 하자, 보수적인 통합당과 전직 장군들이 독자 핵무장을 해야만 한다는 주장을 했다.
하지만, 최근 핵무장과 같이 전문적인 외교정책 이슈에 대한 여론조사 방식과 결과의 신뢰성에 문제를 제기하는 논문이 한국정치학회보에 게재되었다. 서울대학교 정치외교학부 외교학과 저자들은 설문 실험 방식을 채택하여 핵무장에 찬성하는 유권자들에게는 핵무장에 반대하는 전문가 정보를, 핵무장에 반대하는 유권자들에게는 핵무장에 찬성하는 전문가 정보를 제공한 뒤에 태도변화를 측정했다. 흥미롭게도 핵무장에 초기 찬성했던 유권자들 중 58%가 핵무장 시 발생하게 될 다양한 국제정치적 제약을 학습한 뒤에 핵무장 반대로 태도를 변화했다. 이들의 태도변화에 가장 효과적인 전문가 정보는 "경제제재"와 "기술제재"였다. 반면에 초기 핵무장에 반대했던 유권자들 중 32%만이 핵무장을 하지 않을 경우 발생하게 될 다양한 위협들을 학습한 뒤에 태도를 변화했다. 이들의 태도변화에 가장 효과적인 전문가 정보는 "미국의 핵우산 약화"였다. 저자들은 핵무장 찬성 여론이 전문가 정보에 의해 대다수 초기 태도를 바꾸었던 실험 결과를 근거로 여론조사 결과가 실제 유권자들의 선호를 반영하고 있지 않을 수 있음을 지적했다.
그러나 2023년 발간된 '변화하는 대북 인식: 북핵 위협 인식과 대응' 제하 보고서에 의하면, 2022년 11월 진행된 여론조사에서 국제사회의 제재 가능성을 언급받고도 자체 핵무장에 찬성한다고 밝힌 국민이 과반수에 달하는 것으로 조사되었다.

### 전문가의 부재
역사적으로, 임진왜란 당시, 일본은 세계 1위의 조총 생산국이고 대규모 조총부대를 창설해 침공했는데, 조선은 이에 대한 대규모 조총부대 맞보유에 실패해서 나라가 패망직전까지 갔었다. 한국전쟁 당시, 북한은 소련에서 직수입한 탱크로 대규모 부대를 만들어 침공해왔고, 한국은 탱크가 없어서 낙동강까지 쭈욱 밀려 패망직전까지 갔었다. 모두 시 비스 파켐, 파라 벨룸 격언을 위반한 국방정책의 비통한 결과였다. 적은 대규모 조총전을 준비해 침공해 왔는데, 전혀 대비가 없었고, 대규모 탱크전을 준비해 침공해 왔는데, 전혀 대비가 없었다.
핵공격전을 평생 연구해야만, 핵방어전 교리도 발전시킬 수 있다. 한국에는 핵전쟁 전문가가 전혀 없다. 따라서 핵방어전에 대비한 정책도 전혀 국회에 입안될 수 조차 없다. 국방부에도 전혀 이런 장군, 장교가 없는 상황이다. 대규모 조총부대가 없어도 대조총전 전문 장군, 장교는 가능하지 않는가 하겠지만, 공격을 모르니 방어 전문가인 장군, 장교도 전혀 배출될 수 없는 구조다.
오죽하면, 최근 평택 캠프 험프리스에는 세계 최고 등급의 핵방공호를 건설했는데, 한국은 돈만 지불하고, 내부 공사는 미국 기술자들만 비밀리에 진행했다. 미국도 핵방어전 교리나 핵방어전 기술을 한국에 전혀 가르쳐주지 않는다.

### 전쟁예방
전쟁은 임진왜란, 한국전쟁 처럼, 구사일생으로 살아남는 게 중요한 게 아니고, 전면전이 개시조차 되지 않아야만 나라가 지속가능한 발전, 번영을 할 수 있다. 핵우산론은 지피지기 백전불패의 손자병법 원칙을 위반해서, 적정에 대해 전혀 무식한 채로, 무방비로, 아무런 전문가도 없이, 그냥 외국군에만 의지하면 된다는 주장인데, 지피지기를 하기 위해서는 반드시 맞핵무장을 해서 평생 핵전쟁만 연구하는 장교들이 배출되어야 하고, 그렇게 제대로 된 박사급 전문가 장교집단이 존재해서, 전문적으로, 제대로 방어를 해야, 전쟁이 시작조차 되지 않는다. 일단 전쟁이 시작되면, 구사일생으로 겨우 왕 혼자만 살아남아도, 나라와 백성과 산업시설 등은 모두 초토화되어 극빈국이 됨을, 임진왜란, 한국전쟁의 교훈을 통해 알 수 있다.

### 핵우산의 신뢰성
1961년, 샤를 드골 프랑스 대통령은 존 F. 케네디 미국 대통령을 만나 "파리를 지키기 위해 뉴욕을 희생할 수 있느냐"고 물었다.
1957년 소련이 인공위성 발사에 성공하면서 핵무기로 미국을 타격할 능력을 확보했을 때 프랑스는 "미국이 파리를 지키고자 뉴욕을 포기할까?"라는 의문을 가졌다. 미국의 핵우산을 신뢰하지 못한 프랑스는 비밀리에 진행해온 핵 개발을 가속화해 핵무장의 길로 나아갔다. 샤를 드골 프랑스 대통령은 미국과 소련을 향해 '죽으려면 다 같이 죽어야지 왜 너희들만 살아남으려 하느냐'는 식으로 대응했다. 소련이 프랑스를 공격할 때 미국이 자국의 안전을 위해 프랑스를 지켜주지 않을 것을 우려한 것이다.
2002년 10월, 평양에서 강석주 북한 외무성 제1부상과 북미 협상에서, 조지 W.부시 행정부의 백악관을 대표해 마이클 그린 백악관 국가안보회의(NSC) 아시아담당 국장이 참석했는데, 강석주는 미국이 일본과 한국에 대한 핵우산과 (대북) 제재를 끝내야 한다고 분명하게 요구했다.
2017년 10월 29일, 뉴욕타임스는 북한이 핵탄두 장착 대륙간탄도미사일(ICBM)로 미국 본토를 직접 타격할 수 있는 능력을 확보해감에 따라 미국은 동맹국에 ‘핵우산’을 제공하지 않고, 핵무기를 자체 방어용으로만 사용할지 모른다는 의구심이 아시아 국가들 사이에서 제기되고 있다고 보도했다. 북한의 핵무기 보유로 인해 지난 수십 년 동안 유지해온 미국의 핵우산 정책이 시험대에 섰으며, 이는 지난 1950년대에 옛 소련의 핵무기 개발로 인해 영국과 프랑스가 핵무장에 나섰을 때와 비슷한 상황이 전개되고 있다고 지적했다.
2016년 3월 26일, 뉴욕타임스(NYT)는 트럼프 공화당 대선후보와 100분 인터뷰에서 "트럼프는 미국의 핵우산 정책보다 한국과 일본의 핵무장을 허용하는 데 열려 있다고 말했다"고 보도했다. 이후 대통령에 당선된 후, 트럼프 대통령은 그런 말을 한 적 없다고 부인했다.
2016년 8월 14일, 버락 오바마 대통령은 핵우산 동맹국들에 대해, '핵무기 선제공격'인 제1격을 하지 않고, '핵공격 경보 즉시 반격'이라는 제2격 전략도 변경하는 것을 고려하고 있다고 보도되었다. 70년 동안 계속된 미국의 핵우산 정책의 큰 변화이다.
도널드 트럼프 대통령은 김정은과의 2018년 북미정상회담에서, 과거 미국의 한국전쟁 참전에 반대한다고 말해, 한미 핵우산 조약을 미국이 왜 지켜야 하느냐는 식의 태도를 보였다.
2023년 1월 18일, 박휘락 전 국민대 정치대학원장은 서울경제와의 인터뷰에서 "'미국이 과연 뉴욕을 포기하면서까지 서울을 지킬 것이냐'라는 근본적인 질문을 스스로 던져봐야 한다"며 "현 상황에서 자체 핵무장은 필연적인 요구"라고 주장했다.

### 한시적 핵무장론
2023년 1월 12일, 태영호 국민의힘 의원은 한국이 '한시적 핵무장'을 할 것을 주장했다. 태 의원은 "'한시적 핵무장'이란 새 개념을 도입해 미국을 설득해야 한다"며 "한반도 비핵화를 위해 일단 우리도 핵억지력 갖춘 뒤 북한과 마주앉아 '핵 군축회담'을 하고, 신뢰가 쌓이면 핵의 완전 폐기로 나아가는 길을 택해야 한다"고 설명했다.

### 핵에는 핵으로
루이스 페이지나 로드릭 브레이스웨이트와 같은 국제정치학자들은 핵무기는 핵무기로 억제하는 것이 정석이라고 주장한다. 또한 존 미어샤이머와 같은 공세적 현실주의자뿐 아니라 케네스 왈츠와 같은 방어적 현실주의자들조차 핵 대응은 핵으로 해야 한다는 점을 시사한다.

### 국제법 무용론
2011년 4월 25일, 문순보 세종연구소 통일전략연구실 연구위원은 "한 국가가 적의 침공을 받아 국가 존립이 위태롭게 되거나 국가 자체가 소멸하는 경우, 국제법을 충실히 지키다 멸망했다는 평가가 뒤따른다면 무슨 의미가 있겠는가?"라는 의문을 제기하면서, 독자 핵무장을 주장했다.

## 반대론
독자 핵무장론은 어느 시대에나 주장만 있었지, 정부가 직접 추진한 것은 닉슨 독트린으로 동두천 미국 캠프 케이시의 제7보병사단 2만명이 전격 철수했을 때, 그에 놀란 박정희 정부에서 잠깐 추진한 것 뿐이다.
반대론은 크게 세가지로 나누어진다.
- 한반도 비핵화 선언을 북한은 폐기했지만, 우리는 지켜야 한다는 주장이다. 2020년 현재 대한민국 정부의 공식 입장이다.
- 주한미군 전술핵 재배치를 하자는 주장이다. 이는 한반도 비핵화 선언은 우리도 파기하지만, 독자 핵무장은 반대한다는 주장이다.
- 나토식 핵무기 공유을 체결하자는 주장이다. 최근 트럼프 행정부에서도 이 안을 주장하는 목소리가 있었고, 통합당 황교안 대표가 주장하기도 했었다. 그러나, 구체적인 내용을 들어보면, 주한미군 전술핵 재배치와 거의 차이가 없다. 미군 핵미사일, 핵폭탄을 대한민국 지상 군사기지에 배치하자는 주장이다.

2020년 기준으로, 평양과 서울을 핵공격할 수 있는 주변국의 핵무기 배치 현황은 다음과 같다.
- 중국인민해방군화전군제65기지, 중화인민공화국. 서울을 목표로 하는 중단거리 핵탄도 미사일 배치
- 우크라인카 공군기지, 러시아. 서울을 목표로 하는 장거리 전략 핵폭격기 배치
- 앤더슨 공군기지, 미국. 평양을 목표로 하는 장거리 전략 핵폭격기 배치
- 요코스카 해군기지, 미국. 평양을 목표로 하는 제7함대 핵미사일, 핵폭탄 배치
- 미국, 중국, 러시아의 ICBM 기지

주변국들이 이렇게 첨예하게 서울과 평양을 핵공격할 수 있는 준비를 마친 상태인데, 남북한이 굳이 핵무장을 할 필요성이 있는가, 북한이 핵무장을 했다고 해도, 한국이 굳이 북한을 따라서 핵무장을 할 필요가 있는가, 괜히 국제적으로 고립이 되는 것이 아닌가 하는 주장이다.

## 일본 모델
일본은 핵무장은 아니지만, 사실상 핵무장 수준으로 거의 완벽하게 핵무기 개발과 대량생산 시설을 갖추고 있다. 2011년 서울대 서균렬 교수는, 한국이 독자 핵무장을 하기 위해 1조원 정도를 들여 핵무기 대량생산 공장을 지어야 한다면서, 일본은 이미 대학에 이런 공장이 갖추어져 핵폭탄 대량생산을 즉시 개시할 수 있게 되어 있다고 주장했다. 1조원 짜리 공장이 건설되면, 유사시 플루토늄 5 kg으로 된 100 kt 수소폭탄 한 발을 100억원의 가격에 생산할 수 있다고 주장했다.

## 현실성
서울대 원자핵공학과 서균렬 교수는 2년 동안 30억달러(3조원)을 투입해서 100 kt 수소폭탄 100발을 만들자고 주장한다.
- 6개월: 핵폭탄 개발
- 6개월: 100 kt 수소폭탄 개발, 플루토늄 5 kg
- 6개월: 대량생산 공장 건설
- 6개월: 대량생산 100발 종료

18개월 만에 10억달러(1조원)을 투입해서, 100 kt 수소폭탄 대량생산 공장을 건설할 수 있다. 한발에 100억원이어서, 100발에 (20억달러)2조원이다.
그런데, 다른 보도에는, 박정희 정부가 프랑스 보르도의 CEA CESTA 연구소에 연구원들을 보내서, 핵폭탄 개발과 수소폭탄 개발은 1970년대에 이미 완료했다고 한다. 지난 2005년 공개된 미국 중앙정보국(CIA)의 1978년 6월 보고서에 따르면 박정희 대통령은 1974년 12월 890 계획이라는 암호명으로 비밀리에 핵무기 개발을 추진한 것으로 밝혀졌다. 1970년대 중반 한국은 20kt(킬로톤·1kt은 100만kg) 이상급, 중량 1톤 미만의 원자폭탄 설계를 마친 것으로 알려졌다.
수소폭탄 설계도는 아직도 국내에 있다고 한다.

### 저위력 핵무기
핵확산금지조약(NPT) 등 비핵화 조약을 위반하지 않으면서 주변국을 자극하지 않을 수 있는 ‘저(低)위력 핵무기’ 도입이 한국에 현실적이라는 주장이 있다. 미국이 1945년 일본 히로시마에 투하한 초기 원폭(리틀 보이) 수준의 핵폭탄은 위력이 상대적으로 약해 핵실험 과정이 필요 없고, 국제법상 문제가 될 소지가 적기 때문이다.
한국의 대표적 ‘핵무장론자’인 정성장 세종연구소 동아시아협력센터장은 “저위력 핵무기를 개발하려면 관련 과학자 500~600명이 필요한 걸로 추정되는데 이들의 명단을 파악하는 데만 수개월이 걸릴 것”이라며 “일본은 마음만 먹으면 6개월 내에 핵을 개발할 수 있다고 하는데 이는 이런 기술과 인력을 사전에 준비했기 때문”이라고 했다. 우리가 자체 핵무기 개발을 결정하는 것과 별개로 국제 비핵화 조약을 위반하지 않는 선에서 핵개발을 위한 사전 준비는 미리 해둘 필요가 있다고 주장한다.

## 여론조사
2011년 3월 23일, 아산정책연구원이 발표한 정기 여론조사에서 전체 응답자의 68.6%가 한국이 핵무기를 개발하는 것에 찬성한다고 했다. 
2017년 9월 10일, 한국사회여론연구소는(KSOI) 북한의 6차 핵실험 뒤인 지난 8일부터 9일까지 이틀간 성인 남녀 1014명을 대상으로 한 여론조사에서 북핵 위협에 대응해 방어차원에서 주한미군의 전술핵을 재배치해야 한다는 의견이 과반인 68.2%에 달했다.
2021년 12월, 미국 시카고 국제문제협의회(CCGA)가 한국 성인 1500명을 대상으로 실시한 여론조사 결과 71%가 핵무장을 지지했다.
2022년, 한 여론 조사에 따르면 응답자의 55.5%가 자생적 핵 프로그램을 지지한다고 답변했는데, 이는 2021년에 비해 10%포인트 높은 수치다.
2023년 1월 2일, 한국일보·한국리서치 신년여론조사에서 '우리나라도 핵무기를 보유해야 한다'는 주장에 대해 '동의한다'는 의견은 66.8%(매우 동의 34.0%, 대체로 동의 32.8%)로 집계됐다. 반면 '동의하지 않는다'는 31.8%에 그쳤다. 이념·성향별로는 진보(54.4%), 중도(70.7%), 보수(69.5%) 모두 '핵무기 보유에 동의한다'는 여론이 절반을 넘었다. 북한이 이미 준비를 끝낸 7차 핵실험을 실제 행동으로 옮길 경우 정부 정책과 국민여론의 괴리로 인해 남남갈등이 고조될 우려가 있는 대목이다.
2023년 발간된 '변화하는 대북 인식: 북핵 위협 인식과 대응' 제하 보고서에 의하면, 2022년 11월 진행된 여론조사에서는 국제사회의 제재 가능성을 언급받고도 자체 핵무장에 찬성한다고 밝힌 국민이 과반수에 달하는 것으로 조사되었다.

## 미국

### 반대론
미국은 한반도 비핵화에 대한 입장이 확고하다.
미국 주류 정치에서는 확장억제에 대한 신뢰에 의문을 제기하는 것 자체를 한미동맹에 대한 도전으로 인식한다.

### 찬성론
2021년 10월 7일, 다트머스 대학교 국제학센터의 제니퍼 린드 교수와 남편인 대릴 프레스 교수는 워싱턴포스트에 "한국이 핵무기를 만들어야 하나"란 제목의 글을 기고했다. 중국의 부상과 북핵의 고도화로 한·미 동맹이 약화되고 있는 상황에서 한국의 독자 핵무장이 해결책일 수 있다는 내용이다. '미국이 북한의 핵 공격을 당하면서까지 한국을 지켜주기는 어려울 것으로 본다'는 내용으로 "북한의 불법 핵 개발과 위협은 한국의 ‘비상사태’에 해당한다. 한국의 NPT탈퇴와 핵 개발은 북한과 달리 정당성을 가진다”며 한국은 안보를 위해 독자 핵무장에 나서고 미국은 이를 지지해줘야 한다는 취지였다.
2022년 12월 6일, 미국 하원 아태소위 공화당 간사인 스티브 샤봇 의원은 중국을 압박하기 위한 목적으로 '한국 일본 핵무장 모색'이 필요하다고 주장했다. "내가 오랫동안 주장해왔고 다소 논란이 많은 것이지만, 나는 우리가 한국과 일본의 자체 핵 프로그램 보유에 대해 적어도 두 나라와 논의하는 방안 모색해야 한다고 본다"고 밝혔다. 샤봇 의원은 북한에 대해 "중국은 그들의 이익에 부합한다고 느끼지 않는 한 압력 행사하지 않을 것"이라며 "만약 핵무장한 한국, 일본과 만나게 될 것이라는 판단이 들면 중국은 북한이 물러서도록 하는 데 필요한 압박을 실제로 가할 수 있다"고 워싱턴타임스재단 대담에서 밝혔다.
2022년 12월 16일, 로버트 켈리 부산대학교 정치외교학과 교수는 ‘한국에서 핵 논쟁이 부상하는 이유: 북한 ICBM, 트럼프주의, 그리고 우크라이나 전쟁의 시연 효과’라는 제목의 글에서 ‘한반도 핵균형(Inter-Korea Nuclear Parity)’이 북한의 무자비한 핵무장에 대한 명백한 해답이라고 주장했다. 그는 "미국 외교가의 전통적인 (한일 핵무장에 대한) 반대는 시간이 지나면서 줄어들 가능성이 크다"고 전망했다. "미국 본토가 북한에 의해 핵 타격을 받을 수 있다는 위험이 존재하는 경우 미국의 확장된 핵억지력은 신뢰할 수 없다"고 주장했다.
2023년 1월 14일, 제니퍼 린드 다트머스 대학교 정부학 교수는 "한국이 자체적으로 핵무기를 보유하려고 하는 것에 대해 이해할 수 있다”며 “북한이 미국까지 도달하는 대륙간탄도미사일(ICBM)을 개발하는 것은 미국의 부담을 증가시킨다. 미국인들이 받아들이기 어려울 정도로 부담의 수준이 올라갈 수 있다"라고 했다. 이어 "미국의 도시들, 수많은 미국인들의 생명이 북한 핵 공격에 의해 위협받는 상황 속에서도 미국이 과연 한국에 핵우산을 제공할 수 있을까에 대해 (한국이) 의문을 제기할 수 있다"고 말했다.
2023년 1월 17일, 미국 보수성향 싱크탱크 카토 연구소의 더그 밴도우 수석연구원은 포린폴리시(FP) 기고문 '미국은 한국이 (핵)폭탄을 갖도록 할지도 모른다'라는 제목의 글에서, 미국 정부가 한국의 핵무장을 용인할 수도 있을 것이라는 예측을 내놨다. 유사시 핵보유국 북한이 미국 본토를 위협할 경우 미국이 한국 방어 약속을 실제로 지킬 수 있을지에 대한 한국의 우려는 일리가 있는 것이라고 평가했다.
밴도우 연구원은 "(우크라이나 전쟁에서) 러시아를 도발할 가능성에 대한 바이든 행정부의 분명한 우려는, 북한이 유사한 핵 역량을 갖췄을 경우 미국의 반응에 대한 의문을 일으킨다"라고 평가했다.
밴도우 연구원은 "몇 년 동안 동맹국이 핵을 추진하는 일은 상상도 할 수 없었다"라면서도 "이는 북한이 실질적으로 핵보유국이 되기 전이었다"라고 했다.
더그 밴도우는 스탠퍼드 대학 법학 박사 출신답지 않게 법조계가 아닌 다른 분야에서 잔뼈가 굵은 인물이다. 과거 1980년대 레이건 행정부에서 대통령 보좌관으로 일하기도 했고, 정치 전문 잡지 인콰이어러의 편집장을 지내기도 했다. 밴도우는 칼럼당 사례비로 최고 2천 달러를 받은 것이 드러나, 논란이 된 적도 있다.
더그 밴도우는 한국에 더는 핵우산을 확약하지 말아야 한다, 주한미군을 철수해야 한다, 조 바이든 행정부가 비핵화에서 군축으로 대북정책의 중대 변화를 고려해야 한다, 북한의 핵무장에 대응해 한국이 핵확산 금지조약(NPT)을 탈퇴하는 것도 정당하다, 미국이 동맹국들의 핵무장을 오히려 권장해야 한다고 주장해왔다.
프랭크 폰 히펠 프린스턴대 교수는 주변국인 중국, 러시아, 북한이 각각 무기를 증강하고 있는 상황에서 조 바이든 미 행정부가 '확장된 억지력'이면 충분하다고 아무리 주장해도 한국인들은 핵무기가 장착된 북한의 대륙간 탄도미사일이 유사시 미국의 개입을 막을 수 있다고 우려하고 있다고 진단했다. 핵무기 통제와 비확산을 연구하는 프랭크 폰 히펠 미국 프린스턴대 명예교수는 미국 프린스턴대의 물리학자이다. 원자력에너지 공공정책 분야의 세계적 권위자다. 한국 독자 핵보유 찬성론자는 아니다. en:Frank N. von Hippel 참조.
2023년 1월 25일, 랜들 슈라이버 전 미 국방부 인도·태평양 안보 담당 차관보가 "(북핵의) 위협 증대를 고려할 때 우리(한·미)가 한국의 핵무장을 논의하는 것은 절대적으로 적절하다"고 밝혔다. 슈라이버 전 차관보는 이날 VOA(미국의소리) 인터뷰에서 "한국이 (북핵·미사일 등) 끔찍한 위협에 직면한 것은 유감스럽다"며 이같이 말했다. 그는 "(북핵 위협 고조로) 한국과 일본 등에서 이전의 금기(taboo)가 제거되는 지점까지 오게 됐다"며 "(핵무장은) 주권적 결정이며 (한국이) 미국과 긴밀히 이 부분을 논의하길 희망한다"고 했다. 다만 그는 "(미국의) 확장억제(핵우산)를 우선적으로 신뢰해야 한다"고 했다. 슈라이버 전 차관보는 조지 W. 부시 행정부 시절인 2001~2003년 리처드 아미티지 국무부 부장관의 비서실장을 지낸 뒤 2003년부터 2년간 국무부 동아태 담당 부차관보를 지냈다. 도널드 트럼프 행정부 땐 미 국방부에서 1년 11개월간 한반도 정책을 총괄했다.

## 윤석열 정부
2023년 1월 11일 윤석열 대통령은 국방부와 외교부 신년 업무보고 자리에서 북한의 안보 위협이 심화될 시 전술핵 배치나 자체 핵 보유의 가능성이 있음을 준시하였다. 2023년 1월 11일, 청와대 영빈관에서 개최된 업무보고 마무리 발언에서 윤석열 대통령은 "북핵에 대한 확고한 KMPR(대량응징보복)이 뭐냐. 바로 한국과 미국의 강력한 확장억제와 미 핵 자산의 운용에 있어서 공동 기획과 공동 실행이라고 하는, 핵 자산 운용에 있어서의 긴밀한 협력"이라면서도 "물론 이제 더 문제가 심각해져서 여기 대한민국에 전술핵 배치를 한다든지 우리 자신이 자체 핵을 보유할 수도 있다. 만약에 그렇게 된다면 오랜 시간이 안 걸려서 우리 과학 기술로 앞으로 시간이 지나면 더 빠른 시일 내에, 우리도 가질 수 있겠다"고 말했다. "(북핵)문제가 더 심각해질 경우"라는 단서를 달았지만 전술핵무기 배치와 핵무장을 공식화한 것은 이례적이다. 대선 당시 전술핵을 언급한 적은 있어도 핵무장 가능성을 공개적으로 제시한 것은 이번이 처음이다. 현직 대통령이 자체핵 보유를 언급한 사례도 없었다.

## 전망
2021년 12월, 미국 외교전문지 포린 어페어스는 서방의 외교 안보 전문가 50명을 대상으로 한 향후 10년간 핵무기 보유국 증가 여부에 대한 설문 조사를 공개하면서 이란, 일본, 한국, 사우디아라비아, 대만 등을 핵 보유 가능국으로 꼽았다.

## 사우디아라비아
2018년 3월 15일, 미국 CBS의 유명 시사프로그램 60분에 무함마드 빈 살만 알사우드 사우디아라비아 왕세자가 출연했다. 미국 TV 방송과 인터뷰를 한 것은 2005년 이후 13년만에 처음이다.
진행자가 “그렇다면 사우디아라비아도 이란에 대응해 핵무기를 개발할 필요가 있다고 보느냐”고 묻자 살만 사우디 왕세자는 “사우디아라비는 그 어떤 핵폭탄도 갖기를 원하지 않지만 이란이 핵무기를 보유하게 된다면 우리 또한 최대한 빨리 핵무장을 하게 될 것”이라고 답했다고 한다.
1988년 10월 3일, 사우디아라비아는 핵확산방지조약(NPT)에 가입했다.

## 트럼프 행정부
도널드 트럼프는 대선 기간 동안 일본, 한국, 사우디아라비아가 핵무장을 해도 상관하지 않겠다고 여러 번 말했다.
2016년 3월 25일, 트럼프는 뉴욕타임스(NYT)와의 인터뷰에서 자신이 대통령으로 당선되면 펼칠 외교정책 방향에 관해 설명하며, 한국과 일본의 독자적인 핵무장 용인에 열린 태도를 갖고 있다고 밝혔다.
2017년 1월 20일 트럼프가 미국 대통령으로 취임하여 2021년 1월 20일에 물러났다.
트럼프 행정부 당시 국방장관이었던 마크 에스퍼의 회고록 '성스러운 맹세'(en:A Sacred Oath)에 따르면, 트럼프 대통령은 측근들에게 "한국이 핵을 개발하두록 두라"고 지시했다. 회고록은 민주당 바이든 행정부가 국가기밀 누설 우려로 많은 부분을 삭제했는데, 한국에 핵무장을 허가했다는 부분은 예정대로 출판되었다.
미국 정부가 한국의 독자 핵무장을 허가했기 때문에, 부정론이 주장하는 국제법 문제나 경제적 피해 등의 우려는 모두 근거없는 헛된 주장이 되었다.

## 같이 보기
- 대한민국의 핵무기 개발